# 楊鴻修
楊鴻修（1864年—1944年），回族，山東冠縣城内南街人，民國初年武術家，擅長查拳，是楊氏查拳的創始者。

## 生平
楊鴻修師承冠縣查拳名師張金堂、馬老為，有「大槍楊鴻修」、「快拳楊」的稱號。其拳式舒展大方，名聞一時，後投入馬良部下，在其部隊中教授拳法，並協助其編寫《中華新武術》，在這段時間中，曾擊敗單刀李存義。
弟子有王子平、馬金彪、何振江、馬裕甫、王兆林、米廣亭、馬永魁等人。